# Veiligheidsregio Kennemerland

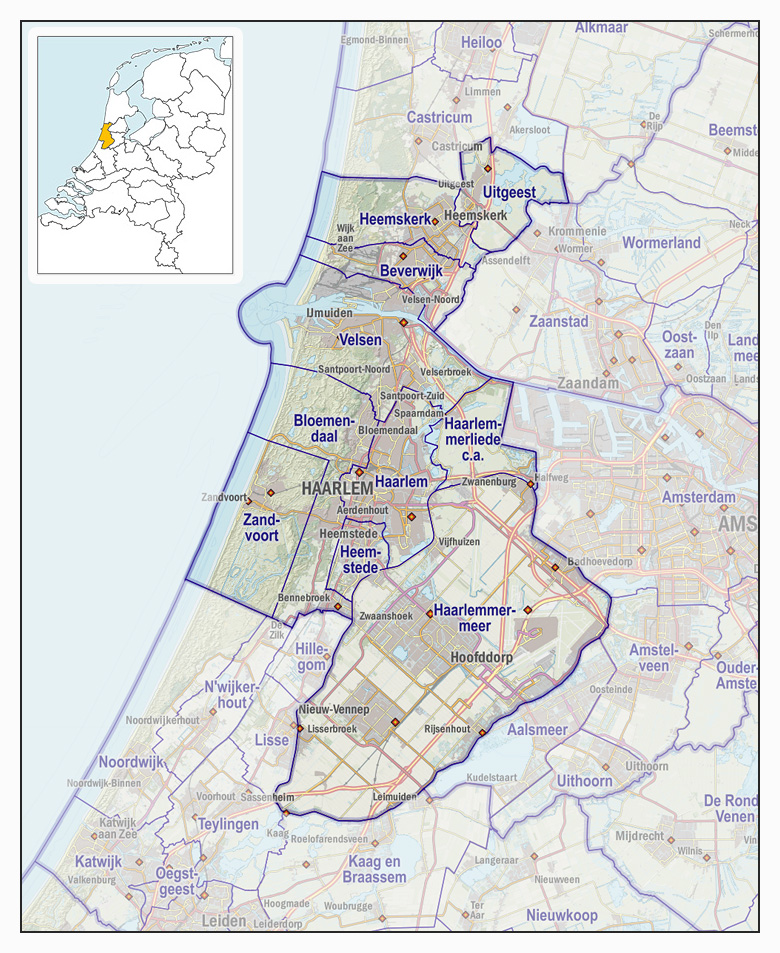
Veiligheidsregio Kennemerland, impressie van het landschap en indeling van gemeenten (2017)

De veiligheidsregio Kennemerland is een Nederlandse veiligheidsregio, zijnde een van de vijf veiligheidsregio's die geheel binnen de provincie Noord-Holland vallen. Een veiligheidsregio is in Nederland een samenwerkingsverband van de hulpverleningsdiensten op basis van de Wet gemeenschappelijke regelingen en de conceptwet Veiligheidsregio's fysieke veiligheid.
De Veiligheidsregio Kennemerland is een samenwerkingsverband van GGD Kennemerland en Brandweer Kennemerland. Daarnaast behoren ook de Meldkamer Noord-Holland, het Veiligheidsbureau Kennemerland en ondersteunende afdelingen bij de organisatie. De Meldkamer Noord-Holland is sinds 14 mei 2019 samengevoegd op de locatie Zijlweg 200 te Haarlem. In de Meldkamer Noord-Holland zijn nu de Meldkamer Kennemerland,  Zaanstreek-Waterland en Noord-Holland-Noord samengevoegd. De KMAR Schiphol is nog niet in deze meldkamer aanwezig, maar zal met de tijd ook deel uitmaken van deze meldkamer. De aansturing van de ambulances in het gebied van Zaanstreek-Waterland zijn per 4 juli 2019 ook vanaf de meldkamer Amsterdam-Amstelland overgegaan naar de meldkamer Noord-Holland. 

## Regioprofiel
- Inwoners: 555.814 (2020, CBS)
- Landoppervlakte: 419 km²
- Sinds 6 januari 2008 behoort Luchthaven Schiphol tot het grondgebied van deze regio.
- Circuit Park Zandvoort.
- De regio is dichtbevolkt en kent naast luchthaven Schiphol ook zware industrie bij de IJmond (het einde van het Noordzeekanaal), waaronder Tata Steel.
- Waterwinning vanuit de duinen ten zuiden van Zandvoort en bij Heemskerk.
- De regio huisvest een van de drie Brandwondencentra in Nederland (Beverwijk).
- Haarlem huisvest het provinciehuis van Noord-Holland.
- Speeltuin Linnaeushof bij Bennebroek.
- Veel nieuwbouw in de Haarlemmermeer bij Hoofddorp en Nieuw-Vennep.

### Terrein
- Het terrein van Tata Steel (voorheen Corus/Hoogovens) ligt aan het Noordzeekanaal, kent BRZO-risicolocaties, ligt dicht bij bewoond gebied en ligt onder aanvliegroutes op luchthaven Schiphol.
- Het terrein kent een complex duinlandschap met bos. Bij droogte en warme is dit een risico voor natuurbranden.
- Het vliegverkeer rondom de luchthaven Schiphol zorgt voor potentiële risico's voor luchtvaartongevallen. Aanvliegroutes over bewoond gebied bij Zwanenburg, Aalsmeer en Amstelveen. Ook de milieuproblematiek blijft een agendapost.
- Veel laag gelegen gebieden met potentiële wateroverlast, onder andere door overstromingen.

### Infrastructuur
- De regio heeft voor de beperkte oppervlakte zeer veel snelwegen: De A4, A5, A9, A22, A44 en A200.
- De regio kent twee tunnels onder het Noordzeekanaal: de Velsertunnel en de Wijkertunnel. De regio heeft al ervaring met incidenten met vervoer van gevaarlijke stoffen over de A9 en de A22.
- Vervoer van industriële producten over spoor en (snel)weg van en naar het industriegebied aan de IJmond.
- Vervoer van gevaarlijke stoffen over het Noordzeekanaal van en naar Amsterdam. De kaart toont bovendien de 'vaargeul' voor zeeschepen richting het Noordzeekanaal, met 'wachtplaats'.
- De Hogesnelheidslijn HSL-zuid begint/eindigt in deze regio (station Schiphol).
- Op het luchthaventerrein van Schiphol bevinden zich drie tunnels: De Schipholtunnel voor wegverkeer (autosnelweg A4, secundaire wegen), Schipholspoortunnel voor treinverkeer en de Abdijtunnel voor buslijnen van onder andere R-net.

### Sociaal-fysiek
- Grote doorstroom van mensen van en naar de luchthaven Schiphol kan risico's opleveren voor de openbare orde en veiligheid.
- Evenement Dance Valley in Spaarnwoude kan bij grote drukte risico's opleveren voor de openbare orde en veiligheid.
- Het strand en racecircuit bij Zandvoort kunnen bij warmte en grote drukte risico's opleveren voor openbare orde en veiligheid.
- Attractiepark Linnaeushof bij Bennebroek kan bij warmte en grote drukte risico's opleveren voor openbare orde en veiligheid.

## Instanties
- Brandweer. De regio telt negentien brandweerkazernes.
- GHOR
- GGD wordt in deze regio verzorgd door GGD Kennemerland.
- Ambulancevervoer wordt in deze regio verzorgd door RAV Kennemerland, VCA Amsterdam en het Witte Kruis. De meldkamer ambulance is gevestigd in Haarlem. De Luchthaven Schiphol heeft ook een ambulancedienst welke aangestuurd wordt door de alarmcentrale van de luchthaven zelf.
- Reddingsbrigade In Kennemerland zijn zeven reddingsbrigades gevestigd: Heemskerk, Wijk aan Zee, IJmuiden, Zandvoort, Bloemendaal, Haarlem en Heemstede. De reddingsbrigades werken nauw samen als Regionale Voorziening Reddingsbrigade (RVR). Ook het landelijk bureau van Reddingsbrigade Nederland is in Kennemerland (te IJmuiden) gevestigd.
- Gemeenten: 9 Beverwijk, Bloemendaal, Haarlem, Haarlemmermeer, Heemskerk, Heemstede, Uitgeest, Velsen en Zandvoort
  - Voorzitter van de Veiligheidsregio: mevr. M. Schuurmans, Burgemeester van Haarlemmermeer.
- Provincie: deze regio valt binnen de grenzen van provincie Noord-Holland.
- Politie: De veiligheidsregio valt in het gebied van de nationale politie, eenheid Noord-Holland, district Kennemerland. Binnen de veiligheidsregio zijn circa 1600 medewerkers van de politie werkzaam.
- Koninklijke Marechaussee: Op het aangewezen burgerluchtvaartterrein Schiphol voert de Koninklijke Marechaussee de politietaken uit. Korpsgrootte: rond de 1700 medewerkers.
- Justitie: Rechtbank te Haarlem en Schiphol; het Gerechtshof zetelt in Amsterdam.
- Waterschappen: 2, Hollands Noorderkwartier (boven Noordzeekanaal) en Rijnland (onder Noordzeekanaal).
- Drinkwater: in deze regio verzorgd door PWN, maar in Heemstede door Waternet.
- Rijkswaterstaat: qua wegenbeheer valt de regio onder de Regionale Dienst Noord-Holland.
- ProRail beheert het spoorwegennet.
- Ziekenhuizen met klinische faciliteiten in Haarlem, Heemstede, Beverwijk en Hoofddorp.
- Defensie: de regio valt onder RMC west, dat in Den Haag zetelt.
- Energiesector: het elektriciteitsnet wordt in deze regio beheerd door Liander, maar rond Zandvoort door Stedin.